# جرشون شافير
جُرْشُون شَافِير عالمُ اجتماع أمريكيٌّ ومن أساتيذ جامعة كَالِيفُرْنِيَا البِرْكِلِيَّة المبرِّزين. صدر له سنة 2017 كتابُ «نصف قرن من الاحتلال: إسرائيل وفلسطين وأعوص صراع في العالم» عن دار نشر جامعة كاليفرنيا.